# الکساندرینا نایدنووا
 الکساندرینا نایدنووا (بلغاری: Александрина Найденова؛ زادهٔ ۲۹ فوریهٔ ۱۹۹۲) یک تنیس‌باز اهل بلغارستان است.